# Apeadeiro de Tralhariz
O Apeadeiro de Tralhariz foi uma gare da Linha do Tua, que servia a localidade de Tralhariz, no concelho de Carrazeda de Ansiães, em Portugal.

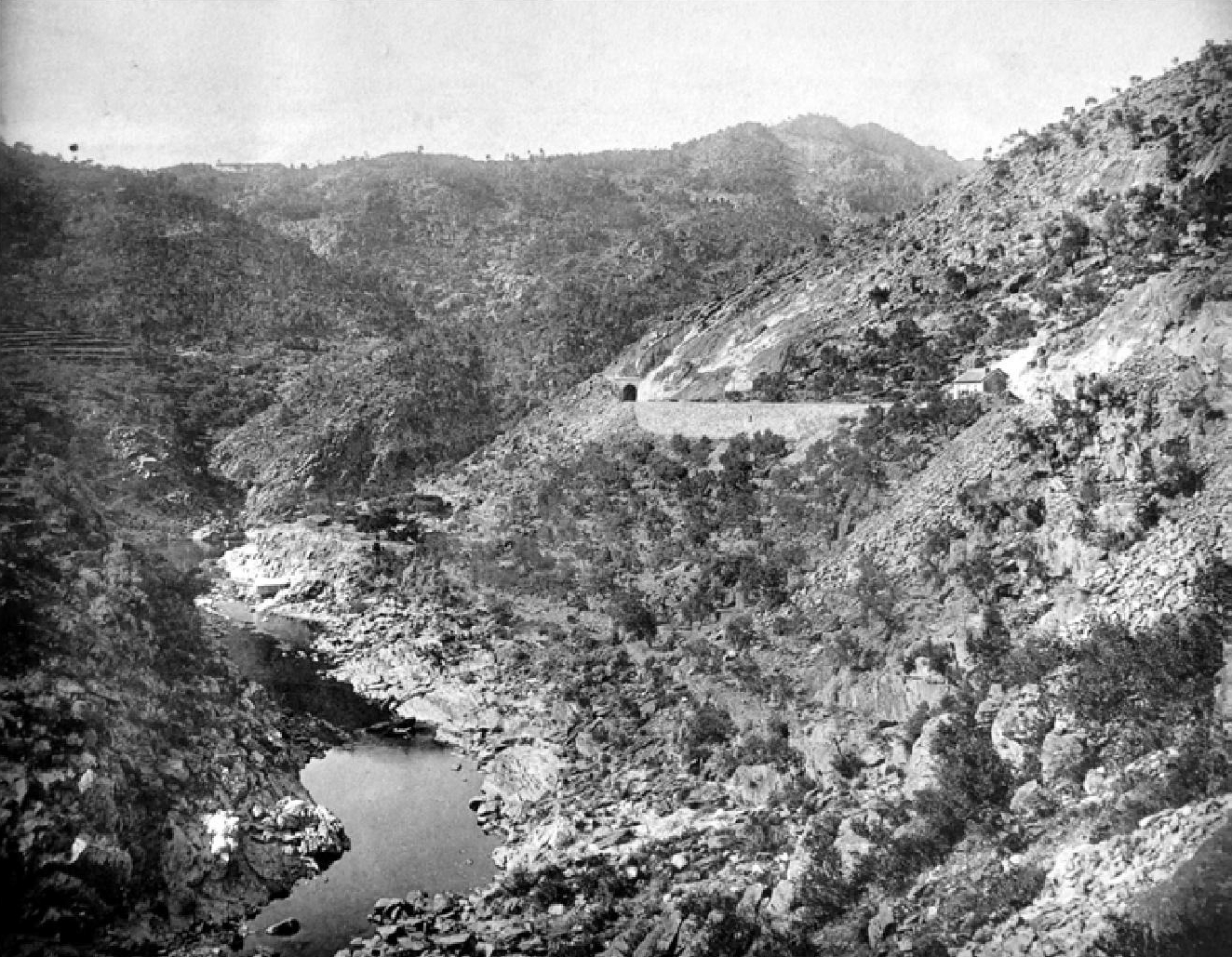
Apeadeiro e túnel de Tralhariz, fotografados em 1887 por Emílio Biel.

## História
Este apeadeiro situava-se no primeiro troço da Linha do Tua, entre as estações de Tua e Mirandela, que abriu à exploração em 29 de Setembro de 1887.
Em 2008, foi encerrada a circulação ferroviária no troço entre Tua e Cachão, após ter ocorrido um grave acidente.